# Right to Dream Academy
Die Right to Dream Academy ist eine Jugendfußballakademie mit Sitz in Ghana. Sie wurde 1999 als Internatsschule und Trainingszentrum in Accra gegründet. Seit 2021 gehörte sie der ägyptischen Mansour Group. Heute ist sie ein multinationaler Konzern mit Niederlassungen in Ägypten und Dänemark sowie den Profiteams der Mansour-Gruppe, dem FC Nordsjælland in Dänemark, dem TUT FC in Ägypten und dem San Diego FC in den Vereinigten Staaten.

## Geschichte
Die Right to Dream Academy wurde 1999 von Tom Vernon gegründet, der zuvor als Chefscout von Manchester United in Afrika tätig war. Sie begann in kleinem Rahmen und im Gegensatz zu den meisten Jugendakademien unabhängig von einer Profimannschaft mit der Ausbildung einer kleinen Anzahl von Jugendspielern, die zunächst in Vernons Haus untergebracht waren. Einige Scouts und andere Mitarbeiter waren Freiwillige.
Im Jahr 2004 begann die Right to Dream Academy, Partnerschaften mit US-amerikanischen Internatsschulen einzugehen, um Sportstipendien anzubieten. 2010 eröffnete die Organisation eine neue Einrichtung südlich von Akosombo in der Eastern Region Ghanas.
Im Jahr 2021 investierte die Mansour Group 120 Millionen US-Dollar in die Übernahme der Right to Dream Academy und kündigte die Gründung eines neuen Unternehmens, ManSports, an, um einen Ableger der Akademie in Ägypten zu etablieren. Der Vorsitzende der Mansour Group ist Mohamed Mansour, einer der reichsten Personen Ägyptens.
Im Jahr 2022 kaufte Right to Dream den ägyptischen Profifußballverein TUT FC. Die Mansour-Gruppe finanzierte auch ein Expansionsteam in der Major League Soccer, das 2025 den Spielbetrieb aufnehmen und in San Diego, Kalifornien, angesiedelt sein wird. Das Team mit dem Namen San Diego FC wird in der Nähe von El Cajon, eine neue Right to Dream-Akademie errichten.

## System
Die Right to Dream sichtet jährlich bis zu 25.000 Talente, von denen die talentiertesten Graduates der Akademie werden und eine schulische und fußballerische Ausbildung erhalten. Alle zwei Jahre werden von den Probanden 15–20 Schüler ausgewählt und sowohl nach ihren sportlichen als auch nach ihren akademischen Leistungen beurteilt, um mit einem Stipendium an der Akademie zu studieren und zu trainieren. Seit 1999 hat die Akademie 282 Graduates ausgebildet (Stand: 2023). Right to Dream-Teams reisen regelmäßig nach Europa, um an Turnieren teilzunehmen und Auswahlen der Right to Dream Academy haben zahlreiche Jugendturniere in Afrika gewonnen. Neben Jungen werden auch Mädchen ausgebildet.
Die Akademie hat zahlreiche Profifußballer hervorgebracht, von denen viele aus armen Familien stammten. Häufig wechseln Spieler der Akademie zu Vereinen der Rights to Dream Academy, wie Mohammed Kudus, der nach seiner Ausbildung zum FC Nordsjælland nach Dänemark ging. Zahlreiche Talente werden auch an High Schools oder Universitäten in den USA oder dem Vereinigten Königreich vermittelt.
Right to Dream ist ein gemeinnütziges Unternehmen in Ägypten und Dänemark, eine Wohltätigkeitsorganisation in Ghana und derzeit eine 501(c)(3)-Organisation in den Vereinigten Staaten, die Schüler der Right to Dream Academy mit Sportstipendien an amerikanische Internate und Universitäten vermittelt.

## Absolventen
Mehrere Absolventen der Right to Dream Academy schafften es Profifußballer oder sogar Nationalspieler zu werden. Zu den Absolventen der Akademie gehören:
- Abdul Majeed Waris
- Adamo Nagalo
- Abu Danladi
- David Accam
- Dominic Oduro
- Ernest Nuamah
- Evans Mensah
- George Davies
- Godsway Donyoh
- Ibrahim Osman
- Isaac Atanga
- Kamal Sowah
- Kamaldeen Sulemana
- Kelvin Boateng
- Kelvin Ofori
- Mohammed Abu
- Mohammed Diomande
- Mohammed Fuseini
- Mohammed Kudus
- Thomas Agyepong
- Yaw Yeboah